# Francis Younghusband

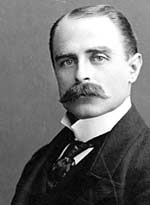
Sir Francis Younghusband

Francis Edward Younghusband (Murree, Punjab, Pakistan, 31 mei 1863 - Lytchett Minster, Dorset, Engeland, 31 juli 1942) was een Britse ontdekkingsreiziger, die vooral bekend is door zijn reizen in het Verre Oosten en zijn boeken daarover.
Younghusband is geboren in India in een Brits gezin. In 1886 ging hij op expeditie in Mantsjoerije. In het zuiden van Chinees Turkestan ontdekte hij de Mustagh Pas als verbinding tussen Kashgar en India. In 1902 verkende hij Tibet, waarover weinig bekend was in de Westerse wereld. Hij vestigde zich vervolgens in Kasjmir voor enkele jaren. In 1904 leidde hij een militaire expeditie naar de Tibetaanse hoofdstad Lhasa.

## Literatuur

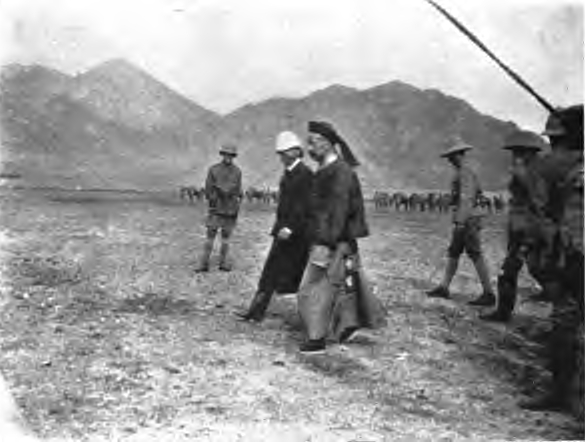
Francis Younghusband met de amban